# Kande (rummål)
Kande er en gammel dansk måleenhed svarende til 1,92 liter. En kande deltes i to potter.